# برلمان ترينيداد وتوباغو
برلمان ترينيداد وتوباغو (بالإنجليزية: Parliament of Trinidad and Tobago)‏ هي الهيئة التشريعية في ترينيداد وتوباغو، تتكون من المجلس الأعلى مجلس شيوخ ترينيداد وتوباغو ‏
الذي يضم 31 مقعداً، والمجلس الأدنى مجلس النواب ‏ الذي يضم 41 مقعداً.